# Atractocerus reversus
Atractocerus reversus is een kever uit de familie Lymexylidae. De wetenschappelijke naam van de soort is voor het eerst geldig gepubliceerd in 1858 door Francis Walker.